# Göllheim
Göllheim là một đô thị thuộc Donnersbergkreis, bang Rheinland-Pfalz, phía tây nước Đức. Đô thị Gönnheim có diện tích 18,02 km², dân số thời điểm ngày 31 tháng 12 năm 2006 là 3750 người. Đô thị này toạ lạc về phía bắc của rừng Palatinate, cự ly khoảng 25 km về phía tây Worms.
Göllheim là thủ phủ của Verbandsgemeinde ("đô thị tập thể") Göllheim.